# Pierre et Djemila
Pour plus de détails, voir Fiche technique et Distribution.
Pierre et Djemila est un film français réalisé par Gérard Blain et sorti en 1987.

## Synopsis
Pierre et Djemila, deux adolescents d’une cité HLM de Roubaix, s’éprennent l’un de l’autre, mais leurs amours vont être tragiquement brisées par l’affrontement de leurs familles respectives cultivant préjugés raciaux et extrémisme religieux.    

## Fiche technique
- Titre : Pierre et Djemila
- Réalisation : Gérard Blain
- Scénario : Gérard Blain, Mohamed Bouchibi, Michel Marmin
- Décors : Michel Vandestien, Pierre Gattoni
- Photographie : Emmanuel Machuel
- Son : Alain Contrault, Christophe Heaulme, Luc Yersin
- Montage : Catherine-Alice Deiller
- Musique : Olivier Kowalski, Gabor Kristof, Maurice Rollet
- Production : Philippe Diaz
- Sociétés de production : Selena Audiovisuel (France), Les Productions du Cercle Bleu (France), Les Films Plain-Chant (France), Les Films A2, Xanadu Film (Suisse)
- Sociétés de distribution : AAA Classic (France), Noblesse Oblige Distribution (vente à l'étranger)
- Pays de production :  France
- Langue originale : français
- Format : couleur — 35 mm — 1.66:1 — son monophonique
- Genre : drame
- Durée : 86 minutes
- Date de sortie : France - 27 mai 1987

## Distribution
- Jean-Pierre André : Pierre Landry
- Nadja Reski : Djemila Khodja
- Abdelkader : Djaffar, le frère de Djemila
- Salah Teskouk : le père de Djemila
- Fatiha Cheriguene : la mère de Djemila
- Djedjigua Ait-Hamouda : Aïcha
- Jacques Brunet : le père de Pierre
- Séverine Debaisieux : Carole
- Francine Debaisieux : la mère de Pierre
- Lakhdar Lasri : Lakhdar
- Fatia Cheeba : Houria

## Production

### Tournage
- Année de tournage : 1986.
- Extérieurs : Roubaix (Nord).

## Distinction

### Nomination
- Festival de Cannes 1987 : sélection officielle en compétition.

## Accueil
- L’Humanité[1] : « Blain, avec un grand B comme Bresson, a tourné une vision dépouillée de Roméo et Juliette où les Capulet et les Montaigu seraient en quelque sorte les Français et les immigrés. Pourtant, ceux qui affirmeront qu’il s’agit d’un film sur l’immigration se mettent le doigt dans l’œil. […] Gérard Blain a réussi où triomphe l’art du simple, du peu, de l’inventivité pure. »
- Paris-Magazine[2] : « Sans tomber dans un film-dossier sur l'immigration et le racisme, Blain raconte admirablement “l'histoire de deux enfants dont l'amour exemplaire est brisé par les conflits et les haines qui se nouent autour d'eux.” Un auteur rare à redécouvrir. »